# Hovdala slott
Hovdala är ett slott i Brönnestads socken i Hässleholms kommun. Hovdala slott ligger vid Finjasjön, 7 km söder om Hässleholm och 10 km sydost om Tyringe. Slottet har anor från medeltiden och består av två delar, mangården och ladugården.

## Historik
Hovdala omtalas första gången på 1300-talet. På Gårdstaliden, omkring en kilometer öster om slottet, låg tidigare en borg från högmedeltiden där man gjort flera arkeologiska undersökningar. Den första kända ägaren till egendomen hette Magnus Råbock (Raboc) och omnämns på slutet av 1300-talet.
I slutet av 1400-talet kom Hovdala i släkten Laxmands ägo.
På 1500-talet flyttade borgen till sitt nuvarande läge  på en holme, närmare Finjasjön och i anslutning till Hovdalaån, för att bättre kunna motstå belägring och stormning.
Else Björnsdatter Laxmand gifte sig med den danske rikskanslern Ejler Grubbe och slottet hamnade på så vis hos släkten Grubbe. Deras son Sivert ärvde Hovdala 1585 och lät år 1600 bygga port- och försvarstornet som leder in till förborgen eller det som idag kallas ladugården.
Med sitt läge i gränslandet mellan Sverige och Danmark spelade Hovdala en viktig roll under krigen mellan dessa länder på 1600-talet. År 1612 stormades Hovdala av svenskar i samband med  Kalmarkriget, men utan framgång. Till minne av denna händelse finns en huggen stenplatta inmurad i porttornet, uppsatt 1633.
Sivert Grubbe överlät 1634 Hovdala till sin svärson Jochum Beck. Han satsade sin förmögenhet på Andrarums alunbruk och dog utfattig 1682. Redan 1648 hade Beck fått avträda Hovdala till några av sina långivare, som 1656  delade upp egendomen mellan sig. 
År 1665 köptes Hovdala av dansken Jens Michelsen, eller på svenska Jöns Michelsson, som adlades Ehrenborg av Karl XI 1687. Under hans tid sägs det att Hovdala stormades och brändes av snapphanar den 7 augusti 1678, men troligare var det delar av den retirerande danska armén som tidigare under skånska kriget befunnit sig under belägring i Kristianstad. Michelsson hade under kriget en svensk här förlagd på Hovdala och straffades av den danska armén genom att slottet stormades och sattes i brand.
Ryttmästaren Casper Ehrenborg, Michelssons sonson, gjorde Hovdala till fideikommiss. Hovdala var ett stort gods med cirka 7 000 hektar mark. Slottet beboddes av släkten Ehrenborg under åren 1665–1981, men marken kom i svenska statens ägo genom expropriering redan 1944 och användes som militärt övningsområde. Idag ägs markerna av Hässleholms kommun.
Slottet ägs av staten och är ett nationellt kulturarv och sedan 1947 ett statligt byggnadsminne. År 2003 tilldelades slottet det prestigefyllda Europa Nostra Award för "varsam restaurering, storslagen enkelhet och en köksträdgård utöver det vanliga".

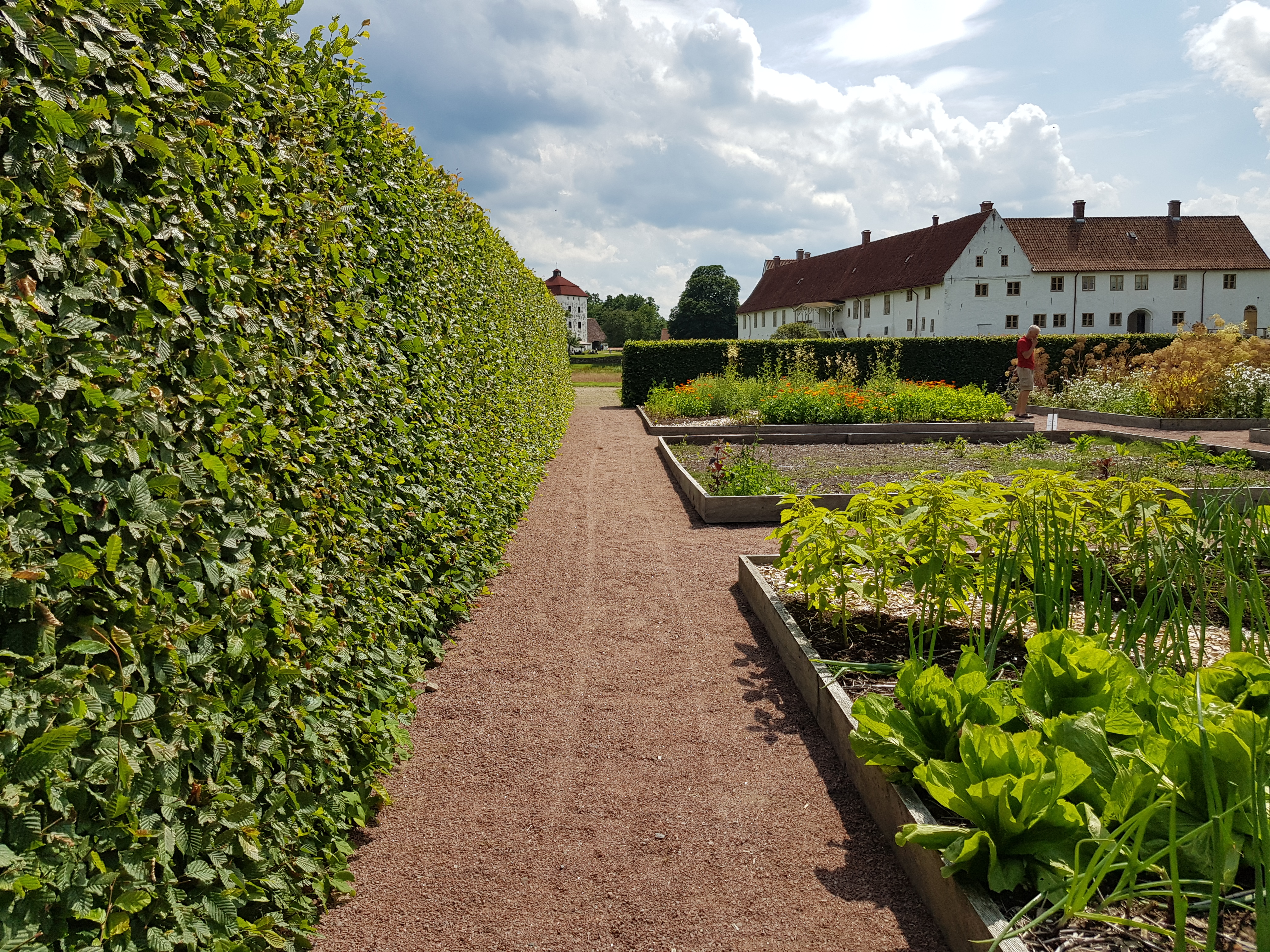
Hovdala slott sett från trädgården.

## Byggnad
Den nuvarande mangårdsbyggnaden byggdes i början av 1500-talet som en kringbyggd borg på pålbäddar på en holme. Borgen omgavs av vallgravar med vatten från ån och Finjasjön. Vallgravarna finns fortfarande kvar, men är torrlagda efter att vattennivån sänkts 1904 i Finjasjön.
Dagens mangårdsbyggnad består av tre längor: 
- Den norra, som byggdes i början av 1500-talet, (ankarjärnen bär årtalet 1511).
- Den östra, som varit det egentliga boningshuset, byggt 1681–1682.
- Den södra längan byggdes 1805.

Ladugården består av en ladu- och magasinsbyggnad som uppfördes av Jens Mikkelsen 1680, en stenladugård från 1868 samt ett porttorn byggt år 1600.
Tornet bär än i dag spår av strider som utkämpades i slutet av 1600-talet då friskyttar understödda av danska armén angrep Hovdala under skånska kriget 1675–1679. 
Till slottet hör även en äldre park med lövträd, fruktträd, kryddgård, labyrint och ett orangeri från 1763, som restaurerades i mitten av 1990-talet.  
Slottet är sedan 1998 öppet för allmänheten. Sommartid anordnas guidade visningar. På slottet finns restaurang och café.